# Верделло
Верделло (итал. Verdello) — коммуна в Италии, располагается в регионе Ломбардия, подчиняется административному центру Бергамо.
Население составляет 7107 человек (на 2004 г.), плотность населения составляет 928 чел./км². Занимает площадь 7,15 км². Почтовый индекс — 24049. Телефонный код — 035.
Покровителем населённого пункта считается святой апостол Пётр. Праздник ежегодно празднуется 29 июня.

## Города-побратимы
- Баларюк-ле-Бен, Франция